# لوگو (کنترل‌کننده منطقی برنامه‌پذیر)

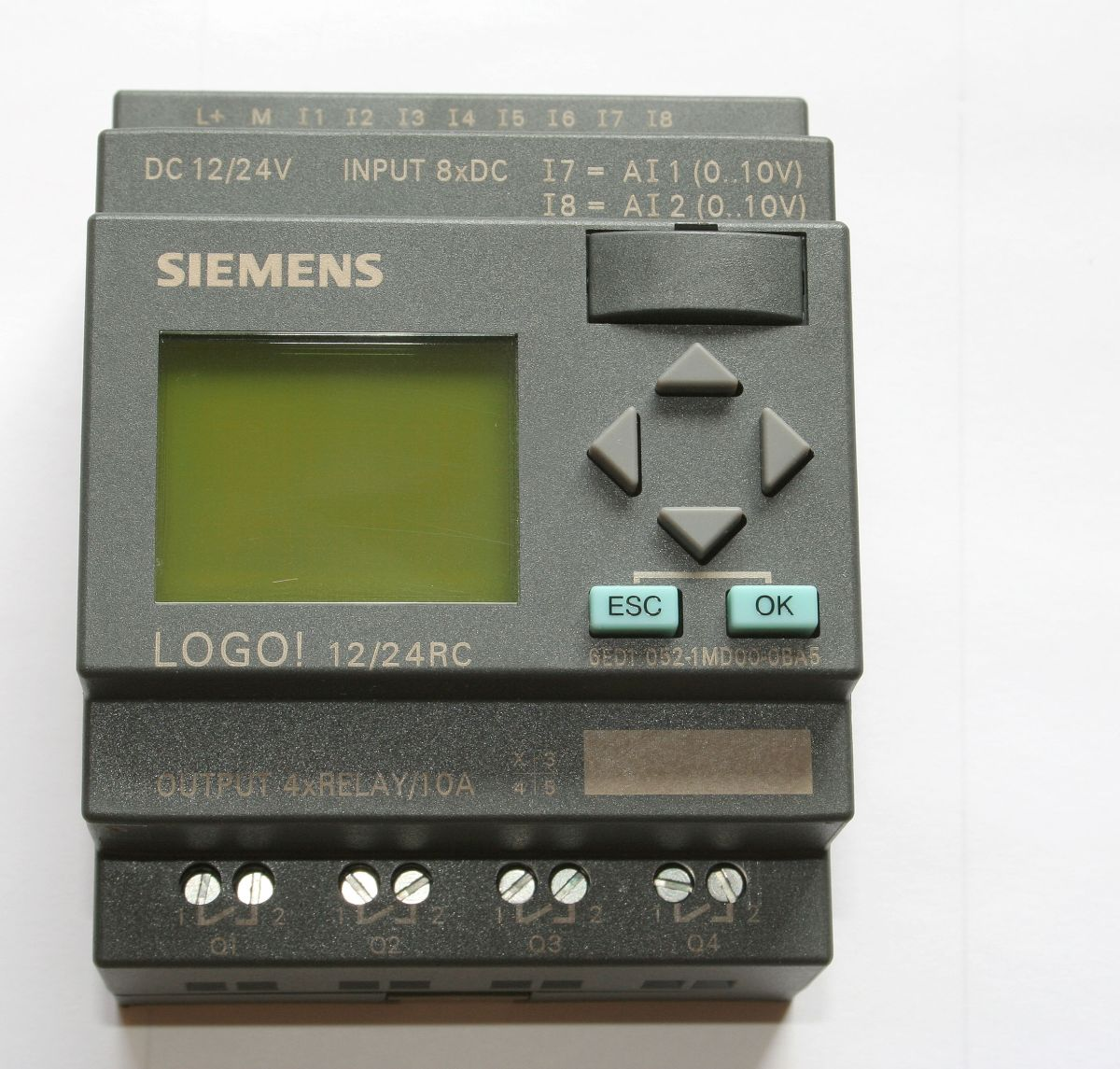
یک پی‌ال‌سی لوگو ساختهٔ شرکت زیمنس

رله‌های هوشمند لوگو (به انگلیسی: LOGO)، ساختهٔ شرکت زیمنس هستند و در کاربردهایی از کنترل‌کننده‌های منطقی برنامه‌پذیر که نیاز به تعداد ورودی و خروجی کمی باشد و با کمک مدارهای ساده بتوان کنترل را انجام داد به کار می‌روند. این رله‌ها در همان ابتدای ورود به بازار به دلیل سادگی در مدیریت و کاربردشان زمینه‌ساز پیشرفت‌های چشم‌گیر در صنعت برق و اتوماسیون صنعتی گشتند. لوگو در تابلوهای برق فضای کمتری می‌گیرد، هزینه‌های جانبی کمتری دارد، سیم‌کشی آن آسان  است، سازگاری خوبی با شبکه‌های کنترلی دارد و به سادگی نصب و راه‌اندازی می‌شود و به همین سبب در دستگاه‌های کوچک، کنترل تأسیسات خانگی (مانند روشنایی)، کنترل تهویه هوا و ماشین‌های الکتریکی در صنعت،  کاربرد زیادی پیدا کرده است.

## روش‌های برنامه‌نویسی
برای برنامه‌نویسی در لوگوها می‌توان برنامه را در محیط شبیه‌سازی رایانه‌ای نوشت و سپس به لوگو انتقال داد؛ در این حالت از دو روش برنامه‌نویسی LAD (نردبانی) و FBD (نمودار بلوکی رویه‌ها) می‌توان استفاده کرد. در لوگوهایی که دارای صفحهٔ نمایش هستند می‌توان برنامهٔ لوگو را مستقیماً از طریق کلیدهای روی لوگو وارد کرد (برنامه‌نویسی محلی)؛ در این حالت، تنها امکان استفاده از برنامه‌نویسی به روش FBD وجود خواهد داشت. لوگو ها مانند هر ابزار دیجیتال دیگر از دروازه منطقی بری انجام عملیات منطقی و ارسال خروجی استفاده میکنند. در زبان برنامه نویسی به روش FBD  یا بلوکی مستقیماً از گیت های منطقی استفاده میشود.
برنامه در محیط نرم افزار LOGO!Soft Comfort نوشته شده و با استفاده از کابل USB به حافظه لوگو انتقال داده میشود. برای هر بار برنامه ریزی برنامه قبلی با استفاده از دکمه ها از حافظه حذف شده و سپس عملیات انتقال انجام میشود.